# Лебедев, Василий Алексеевич
Василий Алексеевич Лебедев (10 января 1934 года, дер. Еваново, Калининская область — 27 ноября 1981 года, Ленинград) — советский писатель.

## Биография
Родился в многодетной крестьянской семье, рано потерял родителей (мать умерла в 1940, отец погиб на войне в 1943 под Смоленском). Заботы о Василии взяла на себя его старшая сестра. Работать начал рано, окончив 7 классов в 1949 году уехал к старшей сестре в Ленинград, где устроился на работу учеником повара. В 1952 году в бригаде поваров обслуживал спортсменов на летних Олимпийских играх в Финляндии. Финляндские впечатления вошли в одну из ранних повестей Лебедева «Жизнь прожить» (1968), о судьбе оказавшегося в Финляндии после Кронштадтского мятежа русского крестьянина Ивана Обручева, прожившего на чужбине почти 20 лет. Впоследствии Лебедев поработал инструктором физкультуры в спортивном обществе «Буревестник», гвоздильщиком на заводе «Сатурн», грузчиком.
Окончил вечернее отделение филологического факультета Ленинградского государственного университета (1961). Преподавал русский язык и литературу в школе.
В конце 1950-х годов опубликовал несколько лирических стихотворений в районных газетах. Первый рассказ («Ильин и Ганька»), увидел свет в 1963 году, содействие в публикации оказал В. Курочкин.
Погиб в автокатастрофе. Похоронен на Ново-Волковском кладбище.